# Luitpoldbrücke
Luitpoldbrücke, także Prinzregentenbrücke – kamienny most łukowy, jednoprzęsłowy, położony nad rzeką Izarą w Monachium, w kraju związkowym Bawaria w Niemczech. Patronem mostu jest Luitpold Wittelsbach von Bayern.
Most łączy okręg administracyjny Altstadt-Lehel położony w centralnej części miasta, z okręgami administracyjnymi Bogenhausen i Haidhausen położonymi po prawej stronie rzeki.

## Historia
W miejscu obecnego mostu od 1891 roku stał już most stalowy, który w czasie powodzi runął do Izary 14 września 1899. W 1900 roku rozpoczęto budowę mostu kamiennego. 29 września 1901 roku książę i regent Bawarii Luitpold przekazał most do użytku miastu. Ozdabianie mostu rzeźbami zakończono w 1903 roku. Most poddano w 1997 roku renowacji.

## Rzeźby
Po obu stronach mostu (od strony wjazdowej), pośrodku ścian przyczółków umieszczono rzeźby-alegorie symbolizujące cztery bawarskie plemiona: Bawarię, Szwabię, Frankonię i Palatynat.
- półleżącą postać myśliwego (Bawaria), w domniemaniu Stara Bawaria (Altbayern), autorstwa rzeźbiarza Hermanna Hahna
- półleżącą postać kobiety z tarczą heraldyczną (Szwabia), autorstwa rzeźbiarza Erwina Kurza
- półleżącą postać rybaka (Frankonia), autorstwa rzeźbiarza Balthasara Schmitta
- półleżącą postać kobiety z kiścią winogron (Palatynat), autorstwa rzeźbiarza Augusta Drumma[3].

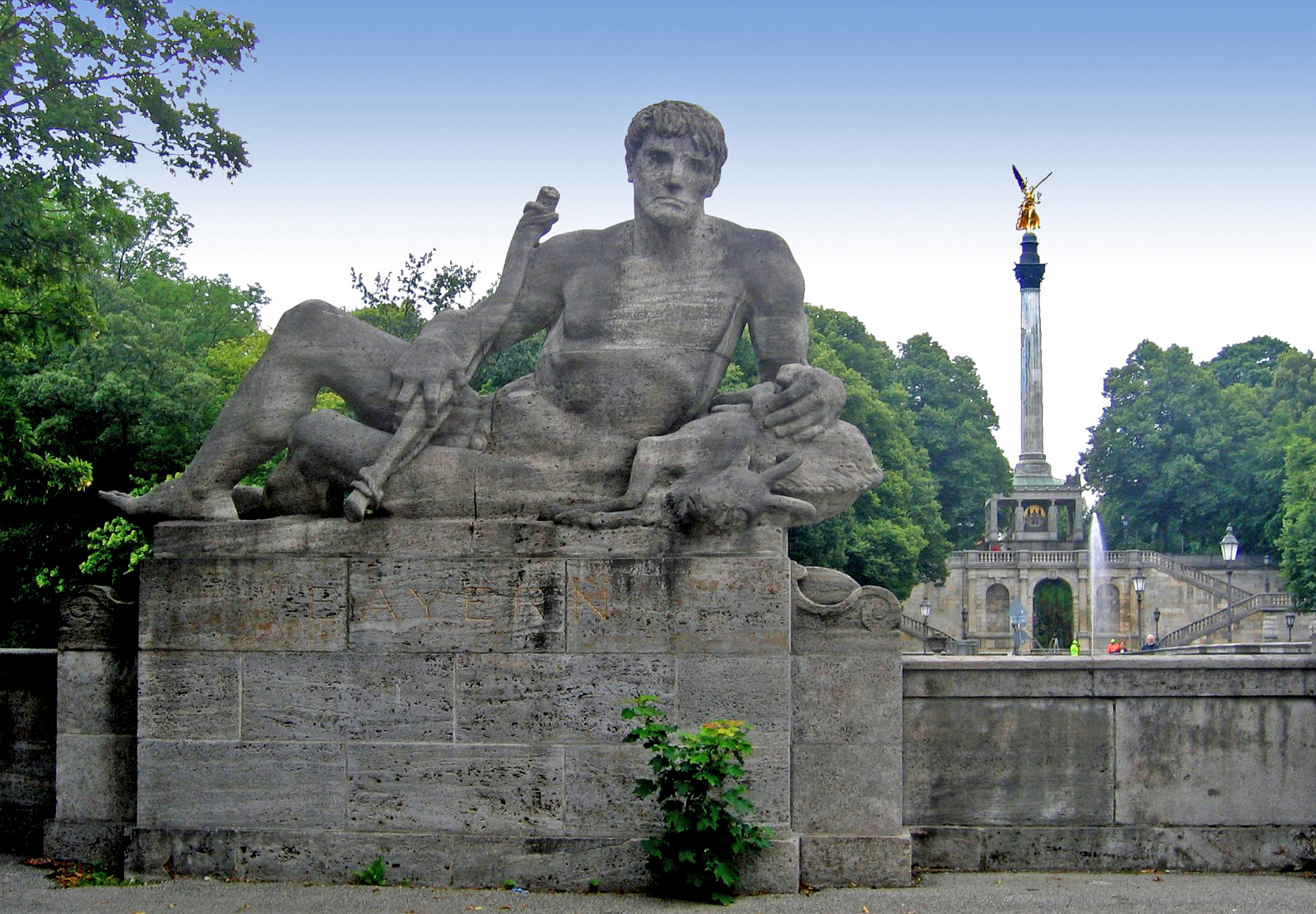
Alegoria Bawarii
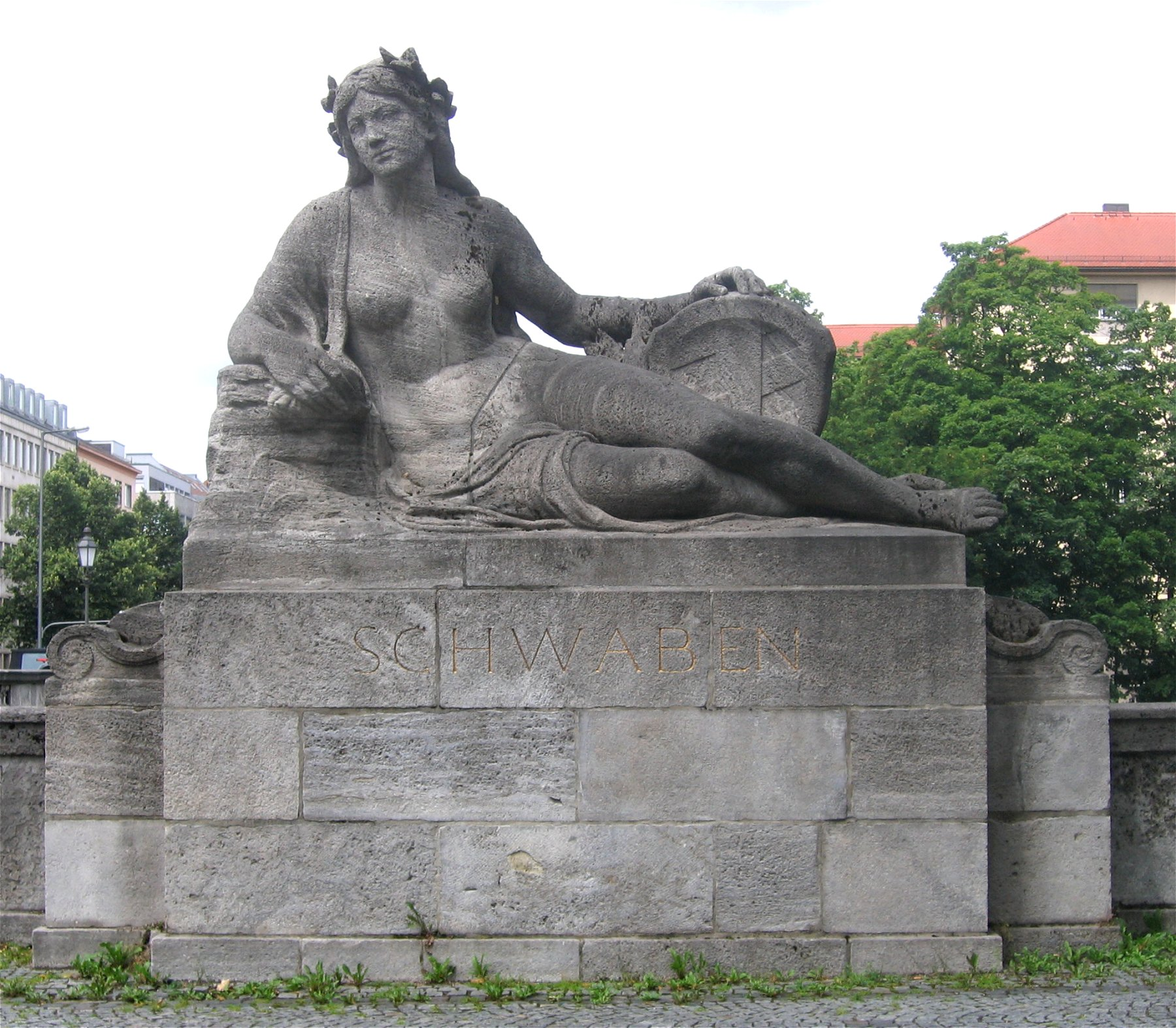
Alegoria Szwabii
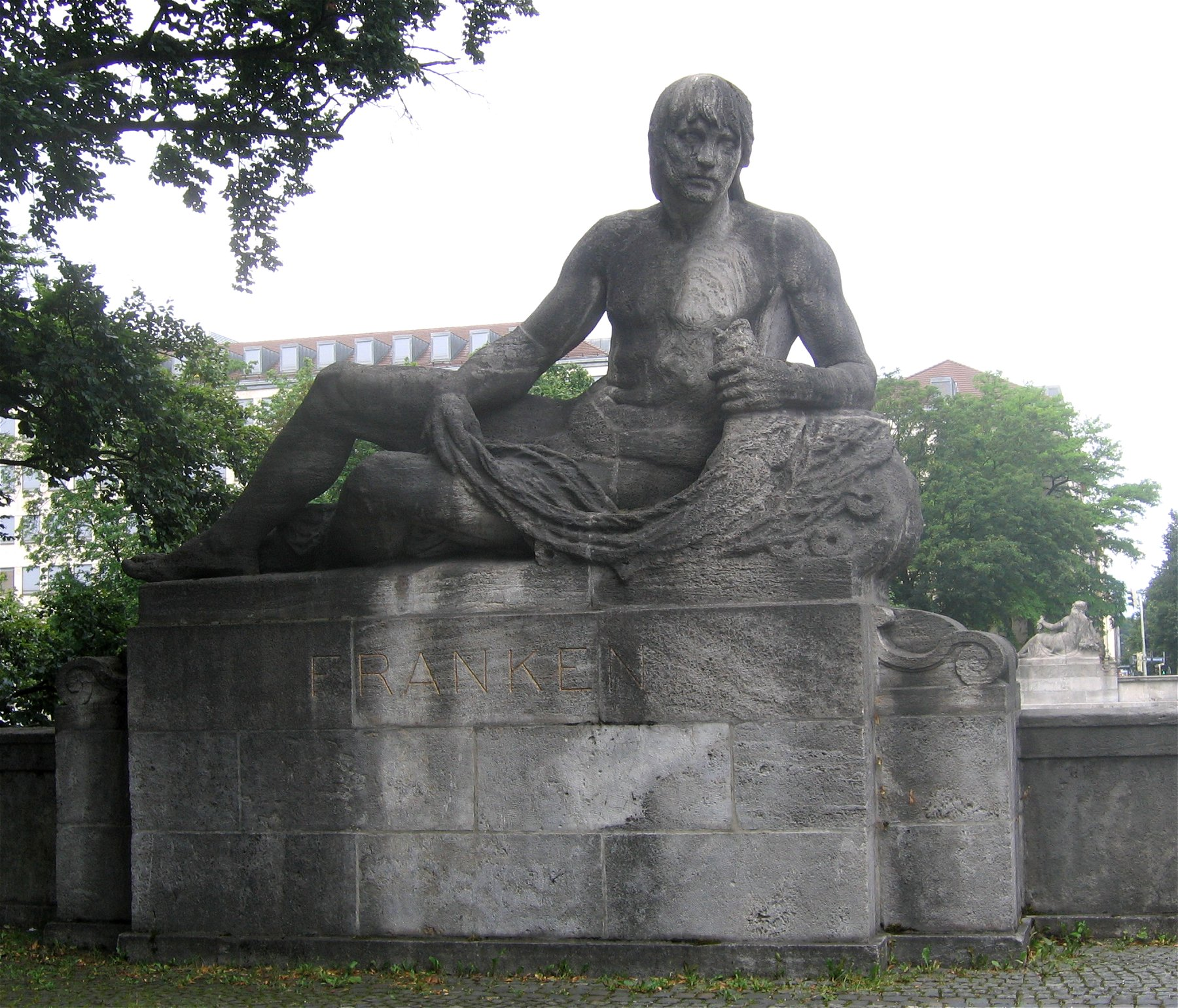
Alegoria Frankonii
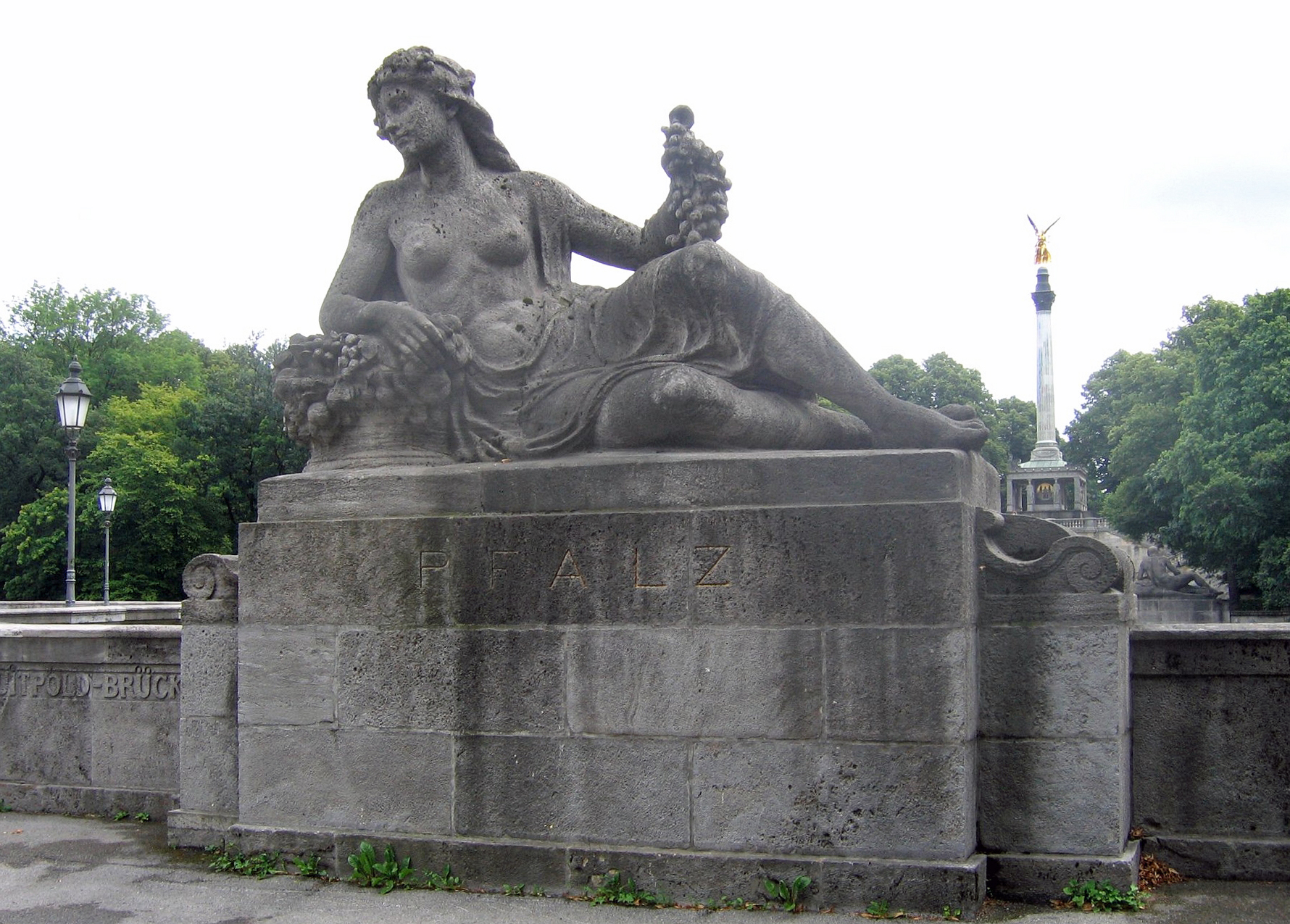
Alegoria Palatynatu

## Galeria

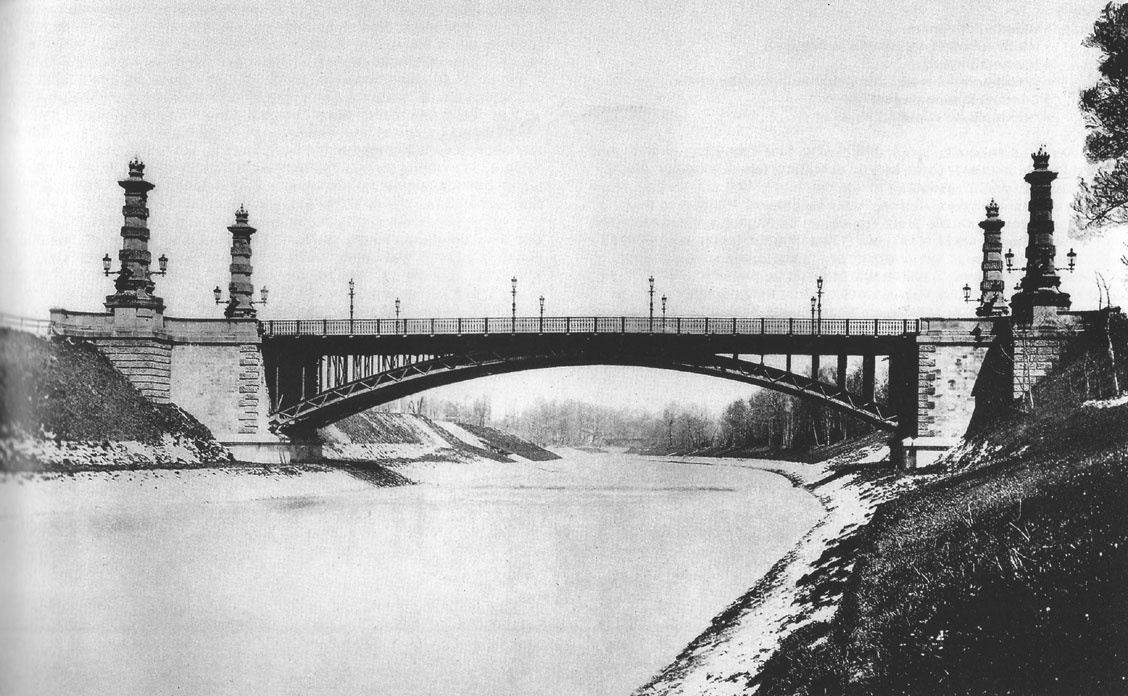
Most stalowy w 1891 roku
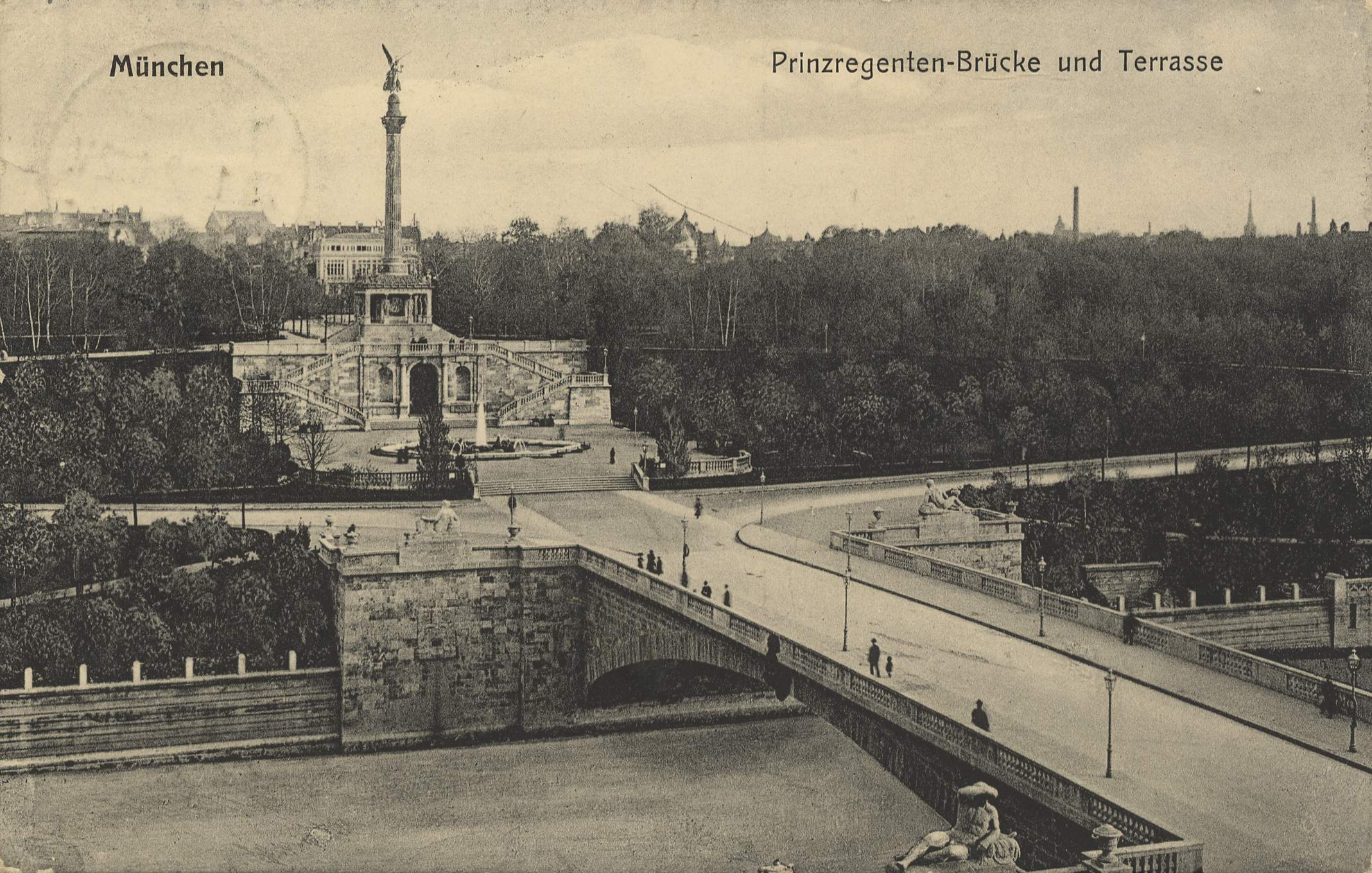
Most w 1912 roku, w tle kolumna Anioł Pokoju
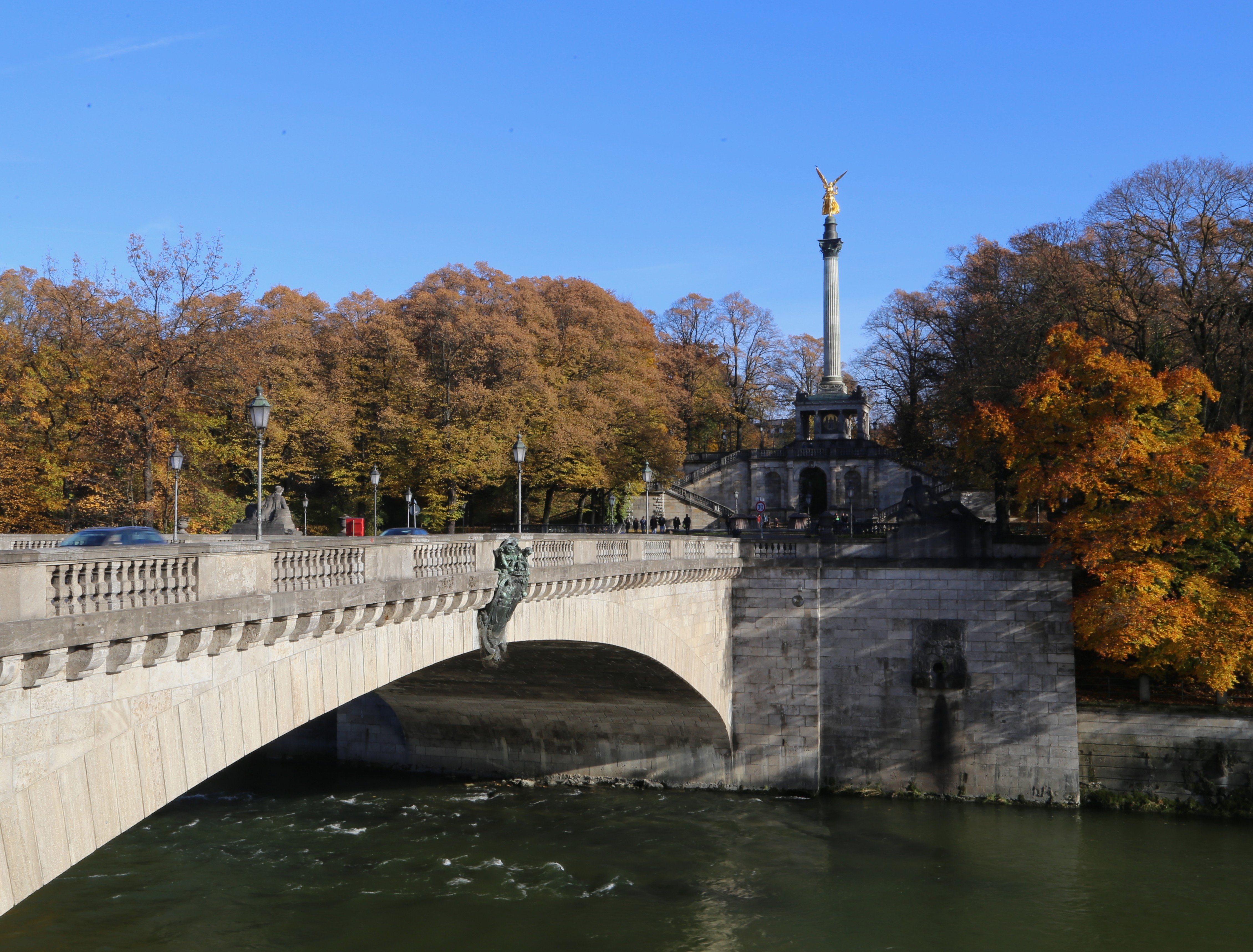
Widok na most oraz na kolumnę Anioł Pokoju